# Simplesmente Gil
Simplesmente Gil é a primeira coletânea da cantora brasileira Gilmelândia, conhecida apenas como Gil, lançada pela Universal Music. O álbum é composto apenas por canções de sua época da Banda Beijo, lançado como incentivo às pessoas conhecerem sua carreira solo.

## Faixas
| N.º | Título                            | Duração |  |
| 1.  | "Namoro"                          |         |  |
| 2.  | "Verdade"                         |         |  |
| 3.  | "Estrela Primeira (Amor Eu Fico)" |         |  |
| 4.  | "O Beijo e a Reza"                |         |  |
| 5.  | "Aconteceu"                       |         |  |
| 6.  | "Banho de Perfume"                |         |  |
| 7.  | "Tempo Perdido"                   |         |  |
| 8.  | "Apaixonada"                      |         |  |
| 9.  | "Qualquer Estação"                |         |  |
| 10. | "Perigosa"                        |         |  |
| 11. | "Swing da Cor"                    |         |  |
| 12. | "Barracos"                        |         |  |
| 13. | "A Vida é Festa"                  |         |  |
| 14. | "Beijo na Boca"                   |         |  |

## Desempenho nas tabelas
| Paradas (2001)  | Posição |
| --------------- | ------- |
| Brasil — Top 40 | 12      |

## Histórico de lançamento
| País   | Data                  | Formato          | Gravadora       |
| ------ | --------------------- | ---------------- | --------------- |
| Brasil | 4 de dezembro de 2001 | download digital | Universal Music |